# Emiliana Borrelli
Emiliana Borrelli, née à Naples, est une neurobiologiste italienne travaillant pour l'Inserm. Elle est récipiendaire du prix Recherche 2002 de l'Inserm.

## Biographie
En 1979, Emiliana Borrelli obtient son doctorat de l'université de Naples. 
Elle devient[Quand ?] professeur à l'université de Californie à Irvine (UCI).
En 2008, elle fonde et dirige l'unité mixte Inserm 1233/UCI qui possède la particularité unique d'être officiellement localisée à Irvine en Californie, direction à laquelle lui succède Paolo Sassone-Corsi.

## Distinctions et récompenses
- Prix de la Fondation pour la recherche médicale (2001)
- Prix Mergier-Bourdeix de l’Académie des Sciences Françaises (2001)
- Prix Recherche de l'Inserm (2002)
- Prix Umesono de l'Institut Salk (2014)
- Chevalier de la Légion d'honneur (2017)[6]
- Prix Camillo-Golgi de Association européenne pour l'étude du diabète (en) (2017)
- Prix Athalie Clarke (en) (2018)